# Сеньория де Санлукар

Герб дома де Гусман, сеньоров де Санлукар

Герб муниципалитета Санлукар-де-Баррамеда, провинция Кадис, автономное сообщество Андалусия

Сеньория де Санлукар — феодальное поместье Санлукар, существовавшее в Королевстве Севилья, принадлежавшем кастильской короне. Это поместье 4 апреля 1295 года устно обещал король Кастилии Санчо IV (1284—1295) Алонсо Пересу де Гусману эль-Буэно (1256—1309) за его героическую оборону замка Тарифа. 13 октября 1297 года новый король Кастилии Фернандо IV (1295—1312) письменно подтвердил виллу Санлукар собственностью Алонсо Переса де Гусмана. Эта королевская грамота с пожалованием хранится в архиве дома герцогов Медина-Сидония. Алонсо Перес де Гусман эль-Буэно и его потомки использовали титул «сеньор де Санлукар» в качестве первого из их дворянских титулов.
Первоначально в состав манора Санлукар входила вилла Санлукар (сегодня город Санлукар-де-Баррамеда), а также поселения Баррамеда, Требухена, Чипиона и Рота. Впоследствии Чипиона и Рота отделились от манора, присоединившись к брачному приданому Изабель Перес де Гусман, одной из дочерей Гусмана эль-Буэно, которая вышла замуж за Фернана Понсе де Леона, в результате чего оба местечка стали собственность семьи Понсе де Леон, герцогов де Аркос.
Сеньория Санлукар была главной поместьем дома герцогов Медина-Сидония до 1645 года, когда Санлукар-де-Баррамеда был включён в состав коронных владений после заговора 9-го герцога Медина-Сидония. Сегодня район (комарка) Коста-Нороэсте-де-Кадис полностью совпадает с первоначальной территорией бывшей сеньории Санлукар.

## Сеньоры де Санлукар
- Алонсо Перес де Гусман эль-Буэно (1256—1309), 1-й сеньор де Санлукар (1297—1309)
- Хуан Алонсо Перес де Гусман (1285—1351), 2-й сеньор де Санлукар (1309—1351), старший сын предыдущего
- Алонсо Перес де Гусман (1339—1365), 3-й сеньор де Санлукар (1351—1365), старший сын предыдущего от второго брака
- Хуан Алонсо Перес де Гусман (1342—1396), 4-й сеньор де Санлукар (1365—1396), 1-й сеньор де Аямонте и 1-й граф де Ньебла (1368—1396), младший брат предыдущего
- Энрике де Гусман (1375—1436), 5-й сеньор де Санлукар (1396—1436), старший сын предыдущего
- Хуан Алонсо Перес де Гусман (1410—1468), 6-й сеньор де Санлукар (1436—1468), 1-й герцог де Медина-Сидония (с 1445), единственный сын предыдущего от первого брака
- Энрике де Гусман (? — 1492), 7-й сеньор де Санлукар (1468—1492), 2-й герцог де Медина-Сидония, 1-й маркиз де Гибралтар, старший внебрачный сын предыдущего
- Хуан Алонсо Перес де Гусман (1464—1507), 8-й сеньор де Санлукар (1492—1507), 3-й герцог де Медина-Сидония, 1-й маркиз де Касаса (с 1504), единственный сын предыдущего
- Энрике Перес де Гусман и Фернандес де Веласко[исп.] (1494—1513), 9-й сеньор де Санлукар (1507—1513), 4-й герцог де Медина-Сидония, старший сын предыдущего
- Алонсо Перес де Гусман и Суньига[исп.] (1500—1549), 10-й сеньор де Санлукар (1513—1518), 5-й герцог де Медина-Сидония, младший брат предыдущего
- Хуан Алонсо Перес де Гусман и Суньига[исп.] (1502—1558), 11-й сеньор де Санлукар (1518—1558), 6-й герцог де Медина-Сидония, младший брат предыдущего.
- Алонсо Перес де Гусман эль-Буэно (1550—1615), 12-й сеньор де Санлукар (1558—1615), 7-й герцог де Медина-Сидония, сын Хуана Клароса Переса де Гусман-и-де Арагона (1516—1556), 9-го графа Ньебла, старшего сына Хуана Алонсо Переса де Гусмана, 6-го герцога Медина-Сидония
- Хуан Мануэль Алонсо Перес де Гусман и Сильва (1579—1636), 13-й сеньор де Санлукар (1615—1636), 8-й герцог де Медина-Сидония, единственный сын предыдущего
- Гаспар Алонсо Перес де Гусман и Сандоваль (1602—1664), 14-й и последний сеньор де Санлукар (1636—1645), 9-й герцог де Медина-Сидония, старший сын предыдущего.